# Stützen der Gesellschaft (Theaterstück)
Stützen der Gesellschaft (Samfundets Støtter) ist der Titel eines Schauspieles in vier Akten von Henrik Ibsen. Es entstand zwischen 1875 und 1877 und erzählt die Geschichte einer Kleinstadt an der norwegischen Küste und ihrer Bewohner im 19. Jahrhundert. Das Leben dort verändert sich jedoch, als sich Besuch aus Amerika ankündigt. Darauf basierend entstand 1935 das Filmdrama Stützen der Gesellschaft von Detlef Sierck.

## Handlung
Konsul Karsten Bernick und seine mächtigen Freunde verstehen sich in wirtschaftlicher und moralischer Hinsicht als Stützen der Gesellschaft. Ihre Geschäfte sind meist eigennützig und teilweise fragwürdig; trotzdem sind sie sehr einflussreich und in der Stadt angesehen. Bernick versucht gerade, an öffentliche Gelder zu kommen, um ein Eisenbahnprojekt zu finanzieren, welches ihm viele geschäftliche Vorteile bringt, für die Bürger der Stadt aber keinen Nutzen hat. Er hat nämlich die Eisenbahnstrecke ablehnen lassen, um dann für wenig Geld die Grundstücke entlang der geplanten Strecke zu kaufen. Nun will er das Projekt doch durchsetzen, um mit den Grundstücken großen Gewinn zu machen.
Da kündigt sich unliebsamer Besuch an. Der Bruder von Bernicks Frau Betty, Johan Tønnesen, kommt aus Amerika, wohin er vor vielen Jahren mit seiner Halbschwester Lona verschwand, weil er angeblich Karsten Bernicks Mutter bestohlen und mit einer verheirateten Schauspielerin ein Kind gezeugt haben soll. Dieses Kind, Dina Dorf, wurde nach dem Tod der Schauspielerin von Bernicks Schwester Marta adoptiert und aufgezogen, um die Sünden ihrer Jugendliebe Tönnesen wiedergutzumachen. Dina ist mit Adjunkt Rørlund verlobt und fühlt sich in den gesellschaftlichen Verhältnissen gefangen, in denen sie aufgewachsen ist. Marta war vor langer Zeit in Johan verliebt. Nach dessen Verschwinden hat sie ihr ganzes Leben damit verbracht, Dina, seine vermeintliche Tochter, großzuziehen und auf seine Rückkehr zu warten. Beide leben im Haus von Karsten und Betty Bernick. Mit Johans und Lonas Ankommen beginnt nach und nach die Enthüllung der wahren Geschichte über die Vergangenheit. Zusätzlich spitzt sich die Lage in der Schiffswerft von Bernick zu. Meister Aune, der für die Reparatur des Schiffes Indian Girl verantwortlich ist, stachelt seine Arbeiter gegen den Konsul und dessen Plan auf, neuartige Maschinen zu benutzen, die Arbeitskräfte ersetzen könnten. Bernick macht ihm immer wieder Druck, da das Schiff für den Rückweg nach Amerika repariert sein muss.
Im Verlauf der Handlung kommt die wahre Geschichte über die Vergangenheit der Protagonisten ans Licht. Dina ist in Wahrheit die Tochter des Konsuls, Johan nahm aber die Verantwortung aus Freundschaft auf sich. Bernick ist auch für das Gerücht um den Diebstahl verantwortlich, weil er damit sein vor dem Abgrund stehendes Unternehmen retten wollte. Ebenfalls war er heimlich mit Lona verlobt, verließ diese aber, um ihre wohlhabendere Schwester zu heiraten, da sein Unternehmen kurz vor dem Bankrott stand. Lona ging daraufhin mit Johan nach Amerika, da sie sich verantwortlich für ihren kleinen Bruder fühlte und von ihrer verlorenen Liebe Karsten Bernick wegkommen wollte.
Zunächst verlangt Bernick das Schweigen der Ankömmlinge. Doch dann beginnt Dina, sich zu Johan hingezogen zu fühlen. Er verkörpert für sie das ferne, freie und fremde Amerika, nach dem sie sich so sehr sehnt. Nach und nach lernen sich die beiden besser kennen und schließlich auch lieben. Dina entscheidet schließlich, mit Johan zurück nach Amerika zu fahren und ihn zu heiraten. Lona und Marta bestärken die beiden in ihrer Liebe. Um die Sittlichkeit zu wahren und seine baldige Hochzeit zu retten, beschließt Adjunkt Rörlund, das Mädchen über ihre vermeintliche Herkunft aufzuklären, und erzählt ihr, Johan Tönnesen sei ihr Vater. Daraufhin droht Johan nach einer erneuten Rückkehr aus Amerika, die ganze Wahrheit aufzudecken. Konsul Bernick beschließt deswegen, ihn mit der noch nicht fertig reparierten und damit seeuntüchtigen Indian Girl auf die Reise zu schicken. Allerdings weiß er nicht, dass sich sein Sohn Olav, mit dem Wunsch, nach Amerika auszuwandern, heimlich auf das Schiff geschlichen hat.
Am nächsten Abend erwartet die Familie einen Fahnenzug, den die Stadt zu Ehren ihrer respektablen Bürger veranstaltet. Bernick erhält die Nachricht, dass Johan und Dina mit einem anderen Schiff, der Palmbaum, zu ihrem persönlichen Happy End aufgebrochen sind und dass sein Sohn Olav sich heimlich an Bord der Indian Girl geschlichen hat, um nach Amerika auszuwandern. Betty Bernick beruhigt ihn daraufhin, denn sie hat die Flucht des Sohnes bereits geahnt und das Schiff stoppen lassen. Es folgt eine Huldigungsrede von Rørlund auf den Konsul. Danach bekennt sich dieser öffentlich zu seiner Schuld und nimmt damit endgültig die Schmach von Johan.

## Über das Werk
Dies ist Ibsens erstes Prosaschauspiel und das erste seiner „Gesellschaftsdramen“. Anregung und Inspiration erhielt er dabei von dem thematisch ähnlichen Werk Ein Bankrott von Bjørnstjerne Bjørnson, welches seine Uraufführung 1875 hatte.
Neben der Unmoral, Heuchelei und dem Betrug durch den Konsul Bernick an Johan, Lona und seiner Frau Bernick kommen auch Probleme wie die Emanzipation der Frau und die Unterwürfigkeit der Bürger zur Sprache. Des Weiteren behandelt es die Rolle der Menschen in einer Zeit, in der Maschinen zunehmend mehr Arbeit übernehmen und das Thema Gewerkschaften immer präsenter wird.
Damit fällt Ibsens Stück in die Kategorie des Naturalismus. Diese Ende des 19. Jahrhunderts mit der zunehmenden Industrialisierung und Urbanisierung aufkommende Gattung brachte zunehmend den wissenschaftlichen Aspekt in die Kunst, getreu dem Motto „Kunst=Natur-X“ des deutschen Schriftstellers Arno Holz. Das Proletariat und dessen Leidensgeschichten rückten in den Mittelpunkt der Handlung. Tabus wurden gebrochen und Themen wie Not, soziales Elend und Ausbeutung wurden angesprochen. Hierbei wurden die Lebensumstände der Menschen genau beobachtet und präzise wiedergegeben. Henrik Ibsen vereint in Stützen der Gesellschaft all diese Blickwinkel, was es zu einem Paradebeispiel eines naturalistischen Gesellschaftsdramas macht.
Besonders in Deutschland feierte Ibsen mit Stützen der Gesellschaft großen Erfolg. Das Stück kam 1878 in Berlin auf fünf verschiedene Bühnen heraus. Im Jahr darauf wurden in ganz Deutschland bereits 26 Inszenierungen gezählt.
Heute zählt es zu den weniger bekannten und seltener gespielten Ibsen-Stücken.

## Stimmen zum Stück
„Ibsens Werk ‚Die Stützen der Gesellschaft‘ leitet die Phase ein, in der Ibsen sich auf einzelne Persönlichkeiten in ihrer Beziehung zur Gesellschaft konzentriert. Konsul Bernick, der seine gesamte Macht und sein gesellschaftliches Ansehen auf dem Konstrukt einer Lüge aufgebaut hat, erkennt gegen Ende des Werkes, dass nur die Wahrheit ihn aus diesem Lügengeflecht retten könne und nur die Erkenntnis, dass jene Wahrheit die Stütze der Gesellschaft sei, ihn vor weiteren Abgründen bewahren könne. Laut Brandes ist mit diesem Drama Ibsens Wendung zum ‚modernen‘ Drama vollzogen und seine Tendenz zum Sozialismus unverkennbar.“ – Kathrin Sonntag
„Dieses Stück ist veraltet. Wir lachen über eine Dramentechnik, wo jemand sagt, er arbeite nur für die Zukunft seines kleinen Sohnes... und wo kurz darauf dieser kleine Sohn als tot gemeldet wird; oder wo man von einer Schwägerin spricht, die vor langer Zeit nach Amerika zog... und wo gleich darauf diese Schwägerin eintritt. Verjährt, Absichtlichkeit, Theaterzüge.“ – Alfred Kerr

## Verfilmungen
- The Pretenders, US-amerikanischer Film von 1916, Regie: Raoul Vignola
- Pillars of Society, US-amerikanischer Film von 1916, Regie: Robert Walsh
- Pillars of Society, britischer Stummfilm von 1920, Regie: Rex Wilson
- Stützen der Gesellschaft, deutscher Film von 1935, Regie: Detlef Sierck
- Stützen der Gesellschaft, österreichischer Film von 1962, Regie: Erich Neuberg[1]

## Hörspiele
- 1956: Die Stützen der Gesellschaft – Regie: Herwart Grosse (Hörspielbearbeitung – Rundfunk der DDR)
- 1958: Stützen der Gesellschaft – Regie: Ulrich Lauterbach (Hörspielbearbeitung – SR)
- 1958: Stützen der Gesellschaft – Regie: Erich-Alexander Winds (Hörspielbearbeitung – Rundfunk der DDR)
- 1959: Stützen der Gesellschaft – Regie: Walter Ohm (Hörspielbearbeitung – BR)